# Vereinssynagoge Untere Viaduktgasse

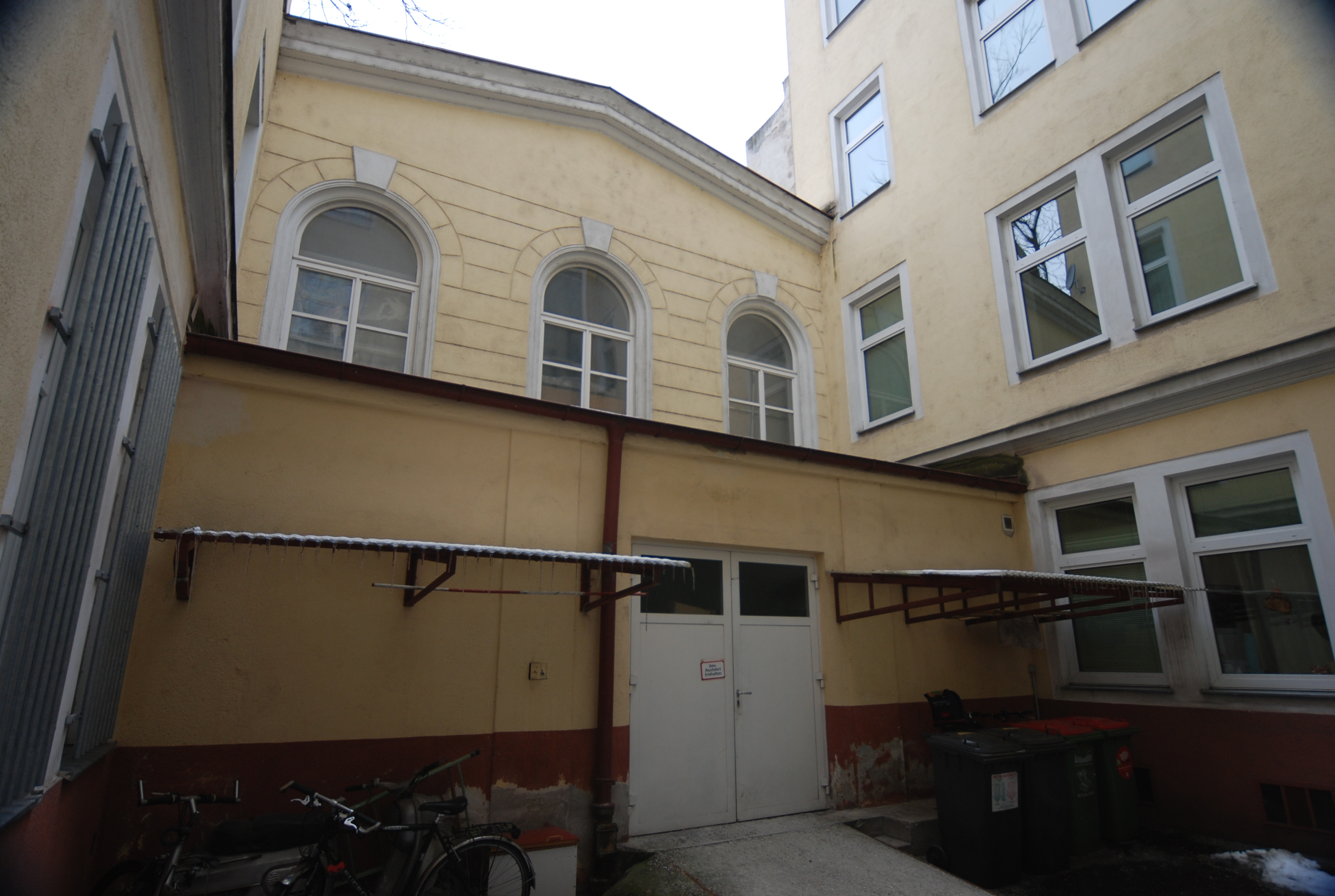
Hofansicht der ehemaligen Synagoge in der Untere Viaduktgasse 13 (Wien)

Die Vereinssynagoge Untere Viaduktgasse ist eine im Jahre 1870 vom Israelitischen Bethausverein „Beth Hachneseth“ errichtete Synagoge. Sie steht im 3. Wiener Gemeindebezirk Landstraße und bietet 120 Sitzplätze. Sie befindet sich im Hinterhof der Unteren Viaduktgasse 13 und ist als bauliche Hülle noch vorhanden. 1938 wurde die Synagoge verwüstet und nach dem Zweiten Weltkrieg wurde die verbliebene Baulichkeit zunächst als Magazin genutzt und mit einem Zubau versehen. Heutzutage verwendet der österreichische Maler Christian Ludwig Attersee die Räumlichkeiten als Atelier.